# Завод Труд (Нижний Новгород)
«Завод Труд» — одно из старейших предприятий Нижнего Новгорода. Основанное в 1893 году, предприятие развивалось из кустарного производства.
В настоящее время ЗАО «Завод Труд» — один из лидеров по производству изделий военного назначения, изделии из ткани и кожи, металлоизделий любой сложности.
14 сентября 1995 года «Завод Труд» вошёл в Группу Компаний «Луидор» — крупнейшего российского автомобильного холдинга, осуществляющего весь спектр услуг, связанных с реализацией и сервисным обслуживанием отечественных и зарубежных автомобилей.

## История завода

### 1893—1912 гг.
22 июня 1893 года жена Нижегородского мещанина, отставного унтер офицера, приказчика первого класса Смирнова Михаила Васильевича, Ольга Фёдоровна получила промысловое свидетельство на производство ламп керосиновых.
В 1898 г. во главе производства встал сын Ольги Фёдоровны — Иван Михайлович. С его приходом производство выросло в завод, на котором работало уже 9 человек, а Смирнов стал купцом 2-й гильдии.
В начале 20 века Иван Михайлович расширил производство, отстроил мастерскую, увеличил товарный ассортимент, на заводе стали производить ведра, тазы, чайники и умывальники. К 1912 году на заводе работает уже 46 человек.

### 1917—1932 гг.
После октябрьской революции Смирнов прекратил производство и закрыл завод. Рабочие, оставшиеся без работы, объединились в артель и 27 февраля 1918 г. возобновили производство, которое получило название — мастерская жестяных изделий «ТРУД»
Зимой 1919 г. артель распалась, рабочие призвались на службу, а мастерская перешла в ведение «Союза потребительских кооперативов Нижегородского района».
После гражданской войны Советская Республика получила в наследство от прошлой власти слаборазвитую промышленность, высокий уровень безработицы.
В 1918 году бывшие рабочие мастерской жестяных изделий «ТРУД» вновь объединились, организовали артель безработных и 15 февраля 1924 г. запустили производство. К 1929 г. объёмы производства увеличились, география поставок расширилась, появились новые изделия: керосиновые лампы настольные, стенные и висячие лиры с зонтами для висячих ламп. Артель выполняла госзаказы.
В 1932 г. завод перешёл на баланс Горьковского управления лёгкой промышленности и был переименован в «Горьковский механический завод Труд».

### Великая Отечественная война
В годы войны 90 % выпускаемой заводом продукции составляли оборонные заказы: арчаки для лошадей, скребницы, кольца, полукольца, пряжки, маслёнки для смазки оружия и многое другое. 159 человек завода было призвано в Красную Армию, из них 34 работника погибли. На заводе установлен обелиск с их именами.
В 1943 г. завод был переименован в «Горьковский металлофурнитурный завод Труд».

### 1950—1970 гг.
Послевоенный период стал новым витком в развитии завода, теперь весь ориентир был направлен на производство товаров народного потребления. В ассортименте завода появились такая продукция, как: портфельная и чемоданная фурнитура, гвозди обувные, каблучно-набоечные и другие изделия. В 1950 г. впервые в стране на заводе была внедрена скоростная штамповка. Методы скоростной штамповки, разработанные на заводе «ТРУД» вызвали живейший интерес на многих предприятиях. На завод писали из Москвы и Ленинграда, Ростова и Одессы, Баку, Ташкента, Харькова. Предприятия, вузы, научно-исследовательские институты посылают на завод «ТРУД» своих представителей.

### 1980—1990 гг.
В 1980 г. на заводе запустили гальваническую линию французского производства.
К 1983 г. был существенно расширен ассортимент продукции завода: скобяные изделия, гардины для окон, сумки для кондукторов, дверные замки, фурнитура для мебели, фурнитура для оборонной промышленности, пряжки поясного ремня и прочее. Все портфели и сумки, изготовленные в СССР, были снабжены фурнитурой произведённой на «Горьковском металлофурнитурном заводе Труд».
К концу 1986 г. на заводе работало более 500 человек, появились новые изделия: накладные дверные замки, пряжки, оконные шпингалеты, рояльные петли, гардины, замки для сумок и многое другое.

### 1993—2012 гг.
В 1993 г. предприятие было переименовано в Закрытое Акционерное Общество «Завод Труд».
14 сентября 1995 г. завод вошёл в Группу Компаний «Луидор» — крупнейшего российского автомобильного холдинга, осуществляющего весь спектр услуг, связанных с реализацией и сервисным обслуживанием отечественных и зарубежных автомобилей.
К 1998 г. было запущено производство червячных хомутов для автомобильной промышленности.
В 2008 г. произошла серьёзная реконструкция завода: капитальный ремонт всех помещений, закупка нового оборудования, техническое перевооружение предприятия.
Появились новые направления производства: обувная фурнитура, сантехнические хомуты, фурнитура для торгового оборудования, офицерское снаряжение, металлический подносок, сантехнические хомуты, введены новые виды гальванопокрытий.
В апреле 2011 года предприятие принимает участие в крупнейших в мире промышленных выставках «Hannover Messe-2011» (Ганновер, Германия) и выставке в области охраны и безопасности производственной деятельности «А+А», (Дюссельдорф, Германия).
В 2012 г. на заводе началось производство изделий из ткани и кожи.

### 2012 г. — настоящее время
В 2012 на заводе началось серийное производство военных ремней для силовых структур РФ (Министерства обороны, МВД, МЧС, ФСБ), позднее запустилось производство гражданских ремней.
В 2013 г. был запущен швейный цех и завод стал выпускать спецодежду, тенты, палатки. К 2015 г. швейный цех вырос в швейное предприятие «Спецпошив».
В настоящее время «Завод Труд» — один из ведущих поставщиков вещевого имущества для Министерства обороны, МЧС, ФСБ, Росгвардии и других ведомств России.

## Возможности производства
Собственный парк прессов холодно-листовой штамповки усилием от 20 до 180 тс, гибочное автоматическое оборудование, автоматы для сборки позволяют производить разнообразные металлоизделия:
— хомуты червячные и сантехнические (трубные);
— скобы, люверсы, замки, карабины;
— металлофурнитуру для лёгкой промышленности, тентовую фурнитуру;
— строительную фурнитуру и крепёж;
— штампованные изделия из латуни и нержавеющей стали.
Крупнейшее в России швейное производство с современным оборудованием:
— автоматический настилочно-раскроечный комплекс фирмы «BULMER», позволяющий кроить изделия из различных материалов (в том числе из натуральной кожи) как в один слой, так и в настил высотой до 7 см, тысячи деталей на смену;
— швейные машины для обработки изделий из лёгких и тяжёлых тканей с пропитками, более 40 % машин оснащены системой автоматической работы;
— машины-автоматы, позволяющие выполнять сложные операции с помощью специальных кассет и программирования строчек;
— система конструирования изделий САПР «Грация» позволяет конструировать любые изделия как массового пошива, так и индивидуальные заказы с учётом пожеланий заказчика; — современные швейные машинки JUKI, SIBURA, BROTHERS, KANSAI универсального и специального назначения;
— стачивающе-обмёточные машины (оверлоки); — оборудование для обрезки стропы с оплавлением; — гидравлические прессы для вырубки изделий из кожи;
— швейные, петельные, закрепочные, скорняжные, пуговичные, подшивочные, плоскошовные, мешкозашивочные, колонковые, рукавные машины;
— пресса для установки фурнитуры;
— оборудование для влажно-тепловой обработки.
Участок по производству ремней выпускает большую номенклатуру кожаных и стропяных ремней с собственной фурнитурой.

## Выпускаемая продукция
| Каталог           | Направления |
| Металлоизделия    | - Тентовая фурнитура; - Кожгалантерейная фурнитура; - Обувная фурнитура; - Фургонная фурнитура; - Хомуты и крепежи. |
| Спецодежда и СИЗ  | - Защита от общепроизводственных загрязнений; - Защита от пониженных температур; - Защита от воздействия агрессивных сред; - Защита от нефти и нефтепродуктов; - Корпоративная одежда; - Для работников медицины и сферы обслуживания; - Боевая одежда пожарного; - Жилеты; - Одежда сталевара и металлурга; - СИЗ от падения с высоты; - Форма МЧС; - Форма работников полиции и ДПС. |
| Вещевое имущество | - Противоударные щиты; - Ремни и пояса; - Чехлы для спецтехники; - Баулы, сумки, рюкзаки, планшеты; - Ошейники и поводки для животных; - Военные палатки; - Рюкзаки; - Военное снаряжение. |
| Ленты текстильные | - Арамидные; - Полиамидные; - Полипропиленовые; - Полиэфирные; - Полиэфирные для перевозки и подъёма грузов. |